# Filip Bargłowski
Filip Bargłowski (ur. 11 lutego 1985 w Suwałkach) – polski szachista.
W 1998 r. zdobył brązowy medal z klubem Stilon Gorzów Wielkopolski w drużynowych mistrzostwach Polski juniorów w Rowach. W tym samym roku został wicemistrzem Polski w szachach szybkich do 14 lat. W 1999 r. zdobył w Zamościu tytuł mistrza Polski juniorów do 14 lat. W 2006 r. zdobył we Wrocławiu brązowy medal akademickich mistrzostw Polski.
Reprezentant Polski na mistrzostwach świata w Hiszpanii (1999), mistrzostwach Europy w Grecji (1999) i drużynowych mistrzostwach świata na Krymie (2000).
Od 2002 r. posiada międzynarodowy tytuł szachowy mistrza FIDE.
Absolwent Socjologii i Pedagogiki Międzykulturowej. Obecnie instruktor szachowy zajmujący się pracą z dziećmi.